# Eutriplax
Eutriplax é um género de coleópteros da família Erotylidae.